# Канал Адмиралтейства
Канал Адмиралтейства проходил внутри каре построек Адмиралтейства (2-й Адмиралтейский остров) и стал одним из первых искусственных сооружений Санкт-Петербурга.
Он был построен сразу после строительства канала внутри Петропавловской крепости — он был проложен в 1703—1715 годах для дренажа почвы и подвозки материалов для строительства кораблей флота. По нему доставлялся строевой лес из Новой Голландии и другие стройматериалы.
Он был интегрирован в сеть городских каналов, соединяясь с Адмиралтейским каналом. Канал был засыпан в 1817 году.